# Miguel Ángel Angulo
Miguel Ángel Angulo (Avilés, 23 de junho de 1977) é um ex-futebolista profissional espanhol, medalhista olímpico

## Carreira
Baseando seu futebol em exibição física inesgotável, Angulo é muito apreciado pelos treinadores por causa de sua versatilidade. Ele começou sua carreira no futebol com o Sporting de Gijón, em 1994-95, juntando-se ao Valencia CF na temporada seguinte, com apenas 18 anos. Depois de passar algum tempo com os reservas do clube, foi emprestado em 1996-97 ao Villarreal CF, que estava na segunda divisão, antes de regressar ao Valencia no verão seguinte.
Num arranque indiscutível, Angulo acumulou mais de 300 aparições em seus primeiros dez anos de profissional em Valência, sendo um elemento muito importante na equipe Che, que conquistou os campeonatos de 2002 e 2004, ao mesmo em que chegou à final da Copa da UEFA de 2004, que o clube conquistou frente ao Olympique de Marseille.
Em 29 de agosto de 2009 foi contratado pelo Sporting Clube de Portugal. Volvidos 3 meses, o Sporting Clube de Portugal rescindiu contrato com o jogador.

## Títulos
Valencia
- Copa do Rei da Espanha: 1998-99
- Supercopa da Espanha: 1999
- Campeonato Espanhol: 2001-02 e 2003-04
- Copa da UEFA: 2003-04
- Supercopa Europeia: 2004